# Mapledurwell
Mapledurwell est un village du Hampshire, en Angleterre.